# Warsaw (Indiana)
Pour les articles homonymes, voir Warsaw.

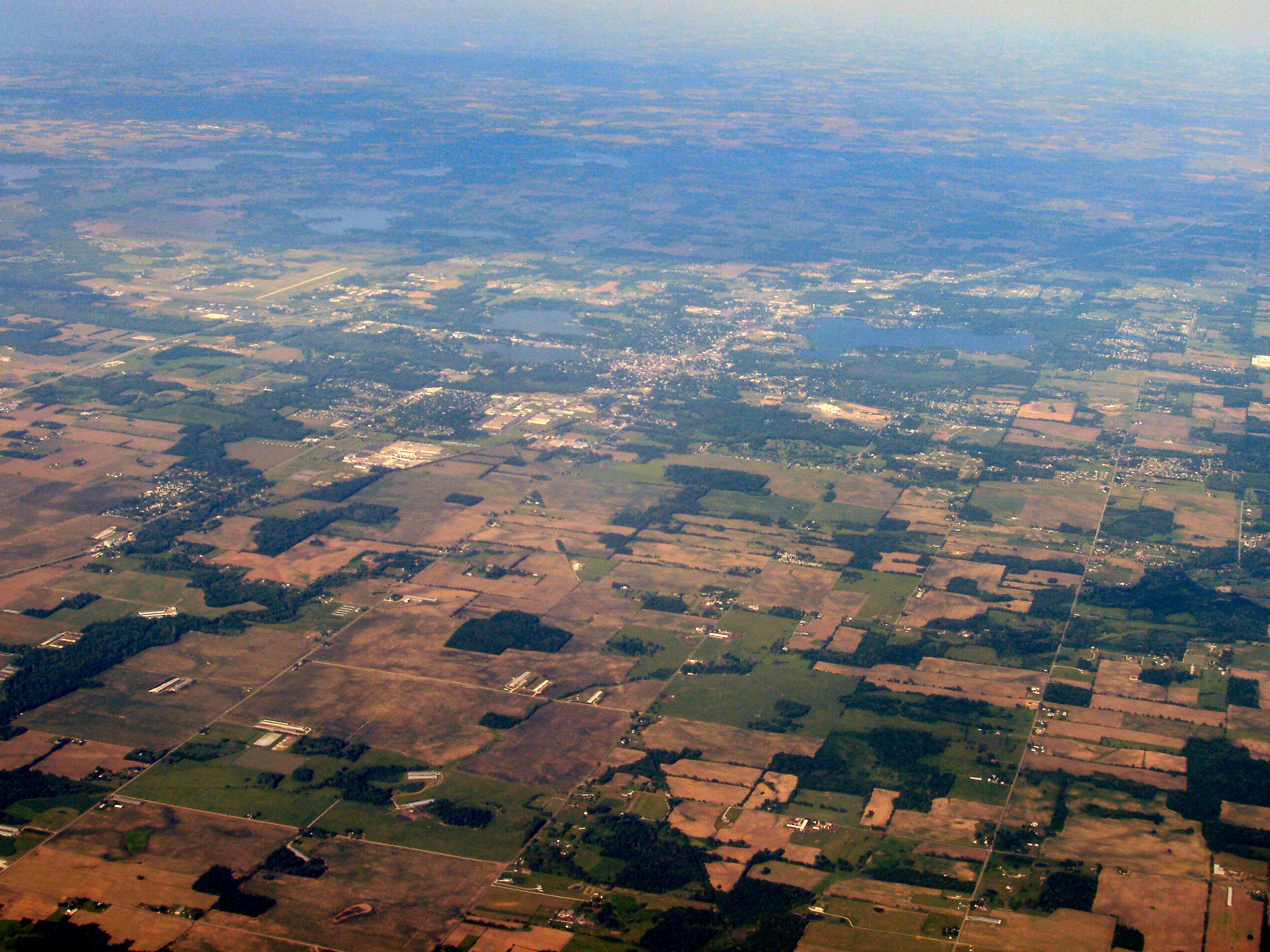
Vue aérienne de Warsaw

Warsaw est une ville de l'Indiana, située dans le comté de Kosciusko, dont elle est le siège. Au recensement de 2010, elle comptait 13 559 habitants.

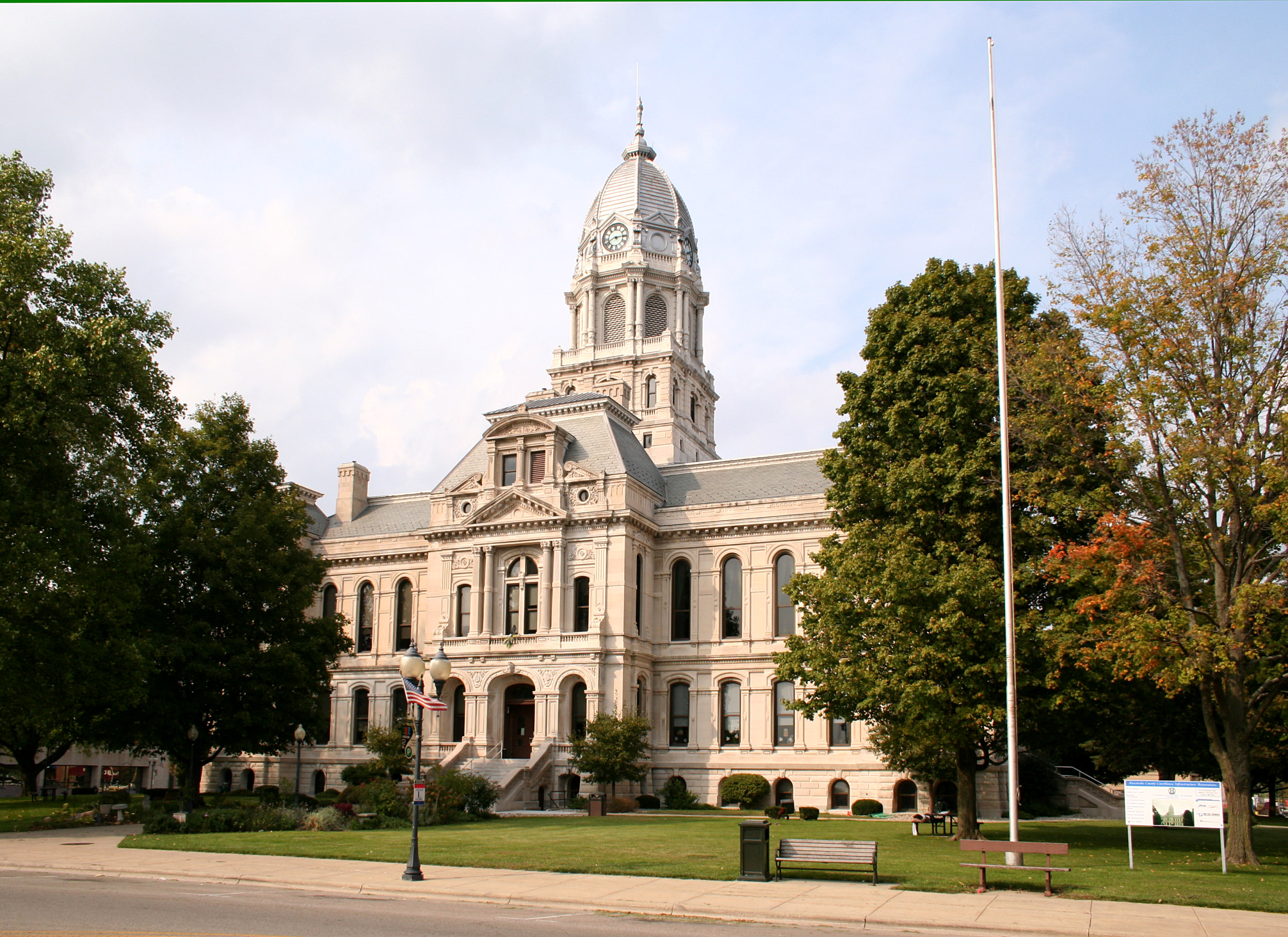
La cour de justice du comté

## Économie
Warsaw est réputée pour être la capitale mondiale de l'orthopédie. Six entreprises du secteur, représentant 90 % du marché mondial d'implants orthopédiques, sont implantées dans cette ville.

## Dans la culture populaire
- Une mission du jeu vidéo Tom Clancy's Splinter Cell: Essentials se déroule à Warsaw.
- Le film Le Canardeur (Thunderbolt and Lightfoot) avec notamment Clint Eastwood et Jeff Bridges se déroule en partie à Warsaw

## Source
- (en) Cet article est partiellement ou en totalité issu de l’article de Wikipédia en anglais intitulé « Warsaw, Indiana » (voir la liste des auteurs).

1. ↑  Warsaw, IN - Capitale mondiale du secteur orthopédique
2. ↑  (en) « Population and Housing Unit Estimates » (consulté le 5 août 2019)